# Liliane Montevecchi
Liliane Montevecchi (Parigi, 13 ottobre 1932 – New York, 29 giugno 2018) è stata un'attrice, ballerina e cantante francese.

## Biografia
Liliane Montevecchi giunse negli Stati Uniti nel 1954 con la compagnia di danza di Roland Petit. Con l'intento di replicare il successo ottenuto da Leslie Caron, i produttori di Hollywood la fecero debuttare nello stesso anno nel musical La scarpetta di vetro, cui seguì l'anno successivo Papà Gambalunga (1955]), accanto a Fred Astaire, e il film d'avventura Il covo dei contrabbandieri (1955), diretto da Fritz Lang.
Nel 1956 la Montevecchi apparve in un altro musical, Donne... dadi... denaro!, al fianco di Cyd Charisse e Dan Dailey, dopodiché fu coprotagonista accanto a grandi star maschili come Jerry Lewis in Il marmittone (1957), Marlon Brando, Dean Martin e Montgomery Clift in I giovani leoni (1958), Elvis Presley in La via del male (1958), Danny Kaye in Io e il colonnello (1958).
Nello stesso periodo recitò nel musical di Broadway La Plume de ma tante (1958-1960), e più tardi, nel 1964, nel musical Folies Bergères. Dopo diversi anni di anonimato, ritornò negli Stati Uniti e riprese a recitare a Broadway, interpretando il personaggio di Liliane La Fleur nel musical Nine (1982-1984), con il quale ottenne un grande successo personale e vinse il Tony Award alla miglior attrice non protagonista in un musical. Tra gli altri musical in cui recitò, da ricordare Follies, Grand Hotel, Hello, Dolly!, Gigi, Irma La Douce.
Apparsa anche in televisione in serie come Mr. Broadway e Avventure in paradiso, dopo i trionfi di Broadway negli anni ottanta, ritornò sul grande schermo con un ruolo in Wall Street (1987) di Oliver Stone e nella commedia Come farsi lasciare in 10 giorni (2003).
Morì a New York nel 2018, all'età di ottantacinque anni. È sepolta a Gambais (Francia).

## Filmografia

### Cinema
- Femmes de Paris, regia di Jean Boyer (1953)
- La scarpetta di vetro (The Glass Slipper), regia di Charles Walters (1955)
- Papà Gambalunga (Daddy Long Legs), regia di Jean Negulesco (1955)
- Il covo dei contrabbandieri (Moonfleet), regia di Fritz Lang (1955)
- Donne... dadi... denaro! (Meet Me in Las Vegas), regia di Roy Rowland (1956)
- L'idolo vivente (The Living Idol), regia di René Cardona e Albert Lewin (1957)
- Il marmittone (The Sad Sack), regia di George Marshall (1957)
- I giovani leoni (The Young Lions), regia di Edward Dmytryk (1958)
- La via del male (King Creole), regia di Michael Curtiz (1958)
- Io e il colonnello (Me and the Colonel), regia di Peter Glenville (1958)
- Chobizenesse, regia di Jean Yanne (1975)
- Wall Street, regia di Oliver Stone (1987)
- L'idole, regia di Samantha Lang (2002)
- Come farsi lasciare in 10 giorni (How to Lose a Guy in 10 Days), regia di Donald Petrie (2003)
- Comment j'ai accepté ma place parmi les mortels, cortometraggio, regia di Mikael Buch (2009)
- Jours de France, regia di Jérôme Reybaud (2016)

### Televisione
- Schlitz Playhouse of Stars – serie TV, 1 episodio (1958)
- Indirizzo permanente (77 Sunset Strip) – serie TV, episodio 1x15 (1959)
- Behind Closed Doors – serie TV, 1 episodio (1959)
- Playhouse 90 – serie TV, 2 episodi (1959)
- Avventure in paradiso (Adventures in Paradise) – serie TV, episodio 1x05 (1959)
- The Snows of Kilimanjaro, regia di John Frankenheimer – film TV (1960)
- Buick-Electra Playhouse – serie TV, 1 episodio (1960)
- The United States Steel Hour – serie TV, 1 episodio (1960)
- The Tab Hunter Show – serie TV, 2 episodi (1960-1961)
- Mr. Broadway – serie TV, episodio 1x08 (1964)
- The Pickle Brothers – film TV (1966)
- Il ladro (T.H.E. Cat) – serie TV, 1 episodio (1967)
- Operazione ladro (It Takes a Thief) – serie TV, 1 episodio (1969)
- La vie rêvée de Vincent Scotto, regia di Jean-Christophe Averty – film TV (1973)
- Musidora, regia di Jean-Christophe Averty – film TV (1973)
- Au théâtre ce soir – serie TV, 1 episodio (1974)
- Of Penguins and Peacocks, regia di Jo Ann Tedesco – film TV (2000)
- Mistinguett, la dernière revue, regia di Jerome Savary – film TV (2001)
- An Evening with Rosanne Seaborn, regia di Pavla Ustinov – film TV (2001)